# أروى بنت عبد المطلب
أَرْوَىٰ بِنْتُ عَبْدِ المُطَّلِبِ القُرَشِيَّةُ (تـ 15 هـ) عمة النبي محمد ﷺ وعلي بن أبي طالب، وهي من الشواعر. 

## نسبها
هي أروى بنت عبد المطلب بن هاشم بن عبد مناف بن قصي، وأمها فاطمة بنت عمرو بن عائذ، وقيل: بل أمها صفية بنت جندب بن حجير.

## زوجها وأبنائها
ذكر ابن سعد وقال: تزوّجها في الجاهليّة عمير بن وهب بن عبد مناف بن قصي فولدت له طليبًا، ثمّ خلف عليها أرطأة بن شرحبيل بن هشام بن عبد مناف بن عبد الدار بن قصيّ فولدت له فاطمة.
إلا أن أبُو عُمَرَ قال: كانت تحت عمير بن وهب بن عبد بن قصي، فولدت له طليبًا، ثم خلف عليه كلدة بن عبد مناف بن عبد الدار بن قصي، فولدت له أروى.
وجاء في كتاب نسب قريش أنها كانت عند عمير بن وهب بن عبد بن قصي؛ فولدت له طليب بن عمير ومن ثم خلف عليها كلدة بن هاشم بن عبد مناف بن عبد الدار بن قصي، فولدت له فاطمة.

## إسلامها وهجرتها
اختلف في إسلام أروى وكذلك عاتكة، ولا خلاف في إسلام صفية، فقال ابن إسحاق ومن تابعه إنه لم يسلم من عمات النبي محمد غير صفية، وذكرها أبو جعفر العقيلي في الصحابة وذكر أيضًا أُختها عاتكة بنت عبد المطلب، وقال ابن سعد: ثمّ أسلمت أروى بنت عبد المطّلب بمكّة وهاجرت إلى المدينة. وقال بعضهم: إنّ أروى وصفية أسلمتا جميعًا من عمات رسول الله . وذكرها محمد بن حبيب البغدادي في أسماء النسوة المبايعات رسول الله  من بني هاشم نقلًا عن الواقدي.
ذكرت بعض المصادر بأنها أسلمت بعد أن أسلم ابنها طُليب في دار الأرقم، وأخرج الواقدي عن موسى بن محمّد بن إبراهيم بن الحارث التيمي عن أبيه قال: أَسْلَم طُلَيْب بن عُمَير في دار الأَرْقَم بن أَبِي الأَرَقم المَخْزُوِميّ ثمّ خرج فدخل على أمّه أروى بنت عبد المطّلب فقال:«تبعت محمدًا وأسلمت لله»، فقالت له أمّه: «إنّ أَحَقَّ مَن وَازَرْتَ وَعَضدت ابنَ خالك، والله لو كنّا نقدر على ما يقدر عليه الرجال لتبعناه وذببنا عنه»، فقال طليب: «فما يمنعك يا أُمّي من أن تسلمي وتتبعيه؟ فقد أسلم أخوك حمزة»، ثمّ قالت: «أَنْظُر ما يصنع أخواتي ثمّ أكون إِحْدَاهُنَّ»، فقال طُلَيْب: «فإني أسألك بالله إلا أتيتِه فسلمتِ عليه وصَدَّقْتِه وشهدتِ ألا إله إلاّ الله وأنّ محمّدًا رسول الله»، قالت: «فإني أشهد أن لا إله إلا الله وأشهد أن محمدًا رسول الله»، ثمّ كانت تَعْضُدُ النبيّ ﷺ، بلسانها وتَحُضُّ ابنَها عَلَى نُصْرَتِه والقيام بأمره.
وفي جاء في موسوعة شهيرات النساء: لما كبر طليب، أسلم في دار الأرقم ثم دخل على أمه وأخبرها بإسلامه وقال لها: «فمالك لا تسلمين وقد أسلم أخوك حمزة؟»، فقالت: «انظر ما يصن أخواتي فأكون إحداهن»، فقال لها: «أسألك بالله إِلاّ ما أسلمت وشهدت برسالته»، فقالت: «أشهد أن لا إله إلا الله وأشهد أن محمدا رسول الله»، وقد حسن إسلامها.
وروى الواقدي أيضًا عن سلمة بن بخت عن عميرة بنت عبيد الله بن كعب بن مالك عن أم درة عن برة بنت أبي تجراة قالت: عرض أبو جهل وعدة من كفار قريش للنبي ﷺ فآذوه فعمد طليب بن عمير إلى أبي جهل فضربه ضربة شجه فأخذوه وأوثقوه فقام دونه أبو لهب حتى خلاه، فقيل لأروى: «ألا ترين ابنك طليبا قد صير نفسه غرضا دون محمد»، فقالت: «خير أيامه يوم يذب عن بن خاله وقد جاء بالحق من عند الله»، فقالوا «ولقد تبعت محمداً»، قالت: «نعم»، فخرج بعضهم إلى أبي لهب فأخبره فأقبل حتى دخل عليها، فقال: «عجبا لك ولاتباعك محمداً وتركك دين عبد المطلب»، فقالت: «قد كان ذلك فقم دون بن أخيك واعضده وامنعه فإن يظهر أمره فأنت بالخيار أن تدخل معه أو تكون على دينك فإن يصب كنت قد أعذرت في بن أخيك»، فقال أبو لهب: «ولنا طاقة بالعرب قاطبة جاء بدين محدث»، ثم انصرف أبو لهب، وقالت يومئذٍ:
وذكر المدائني، عن عيسى بن يزيد، عن داود بن الحصين، قال: سمعت عبد الله بن عمرو بن عثمان يحدث عن أبيه قال: قال عثمان: دخلت على خالتي أعودها أروى بنت عبد المطّلب، فدخل رسولُ الله ﷺ، فجعلت أنظر إليه وقد ظهر من شأنه يومئذ شيء. فأقبل عليَّ فقال: «"مَالَكَ يَا عُثْمَانُ"؟»، قلت: أعجَبُ منك ومِنْ مكانك فينا، وما يقال عليك! قال عثمان: فقال: «لَا إِلهَ إِلَّا الله؛ فَاللَّهُ يَعْلَمُ، لَقَدْ اقْشَعْرَرْتُ»، ثم قال: ﴿وَفِي السَّمآءِ رِزْقُكُمْ وَمَا تُوعَدُونَ (22) فَوَرَبِّ السَّمآءِ وَالْأَرْضِ إِنَّهُ لَحَقٌّ مِثْلَ مَآ أَنَّكُمْ تَنْطِقُونَ﴾، ثم قام فخرج فخرجت خلفه وأدركته فأسلمت.

## شعرها
ولمّا حضر عبد المطّلب الوفاة، قال لبناته: أبكين حتّى أسمع كيف تقلن، فقالت أروى وهي ترثي أباها:
وذكر ابن حجر العسقلاني في الإصابة وقال: قال الزبير وطليب المذكور أول من دمي مشركا في الإسلام بسبب النبي ﷺ فإنه سمع عوف بن صبرة السهمي يشتم النبي ﷺ فأخذ له لحي جمل فضربه فشجه فقيل لأروى ألا ترين ما فعل ابنك فقالت:
وذكر ابن سعد أنها قالت في رثاء النبي محمد:
وذكر ابن سعد أنها قالت في رثاء النبي محمد أيضًا:

## أقوال العلماء فيها
- قال السيد محسن الأمين العاملي : «صحابية شاعرة فصيحة سبقت إلى الاسلام فأسلمت بمكة في أوائل البعثة وهاجرت إلى المدينة.».[26]
- قال الشيخ الأميني: «عمة رسول الله صلى الله عليه وآله وصاحبة الاحتجاج المشهور على معاوية».[27]

## وفاتها
جاء في بعض الكتب والمصادر أن أروى توفيت في خلافة عمر بن الخطاب سنة 15 هـ في المدينة المنورة ودفنت في مقبرة البقيع.